# Abercron (Adelsgeschlecht)

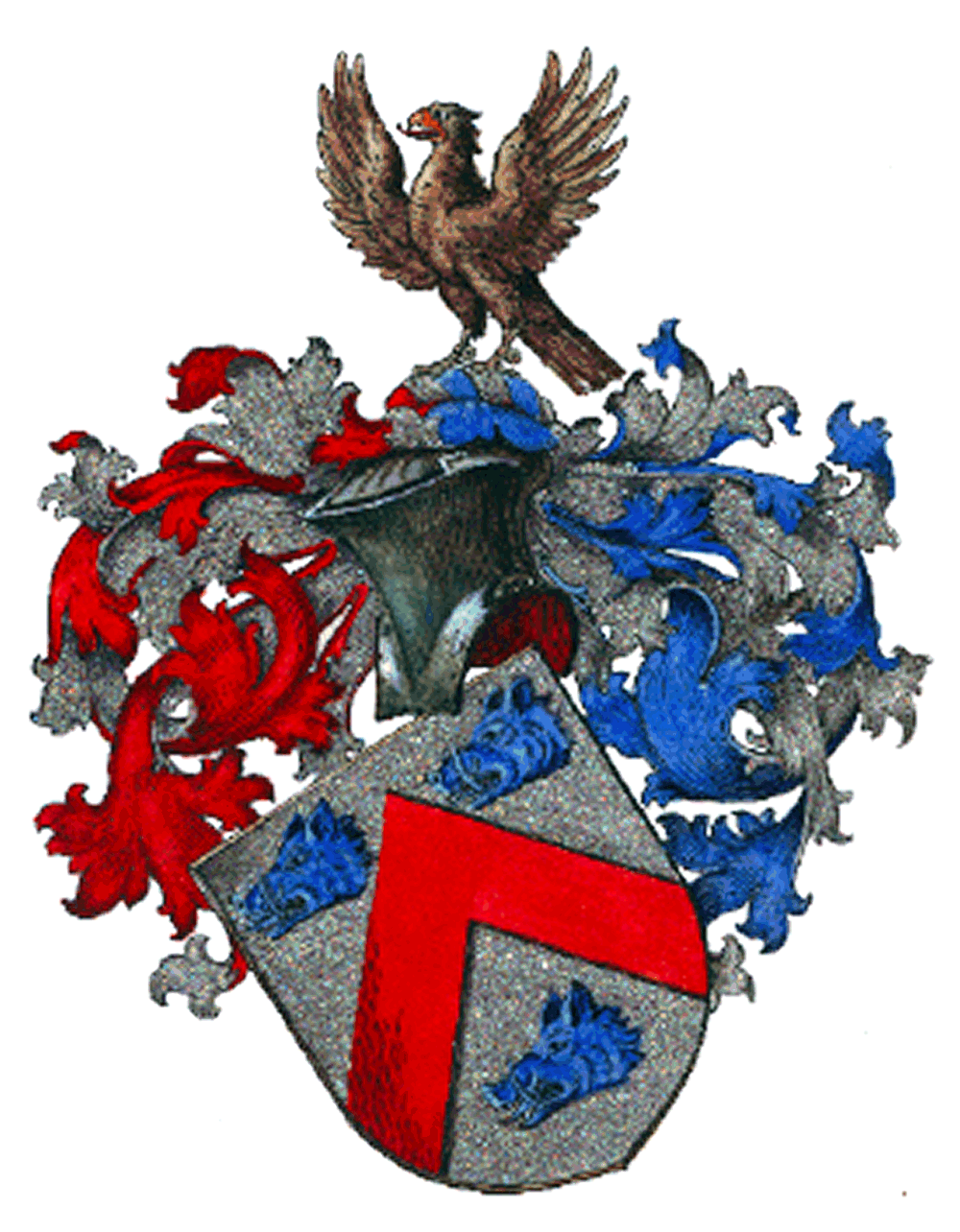
Wappen derer von Abercron (seit 1911)

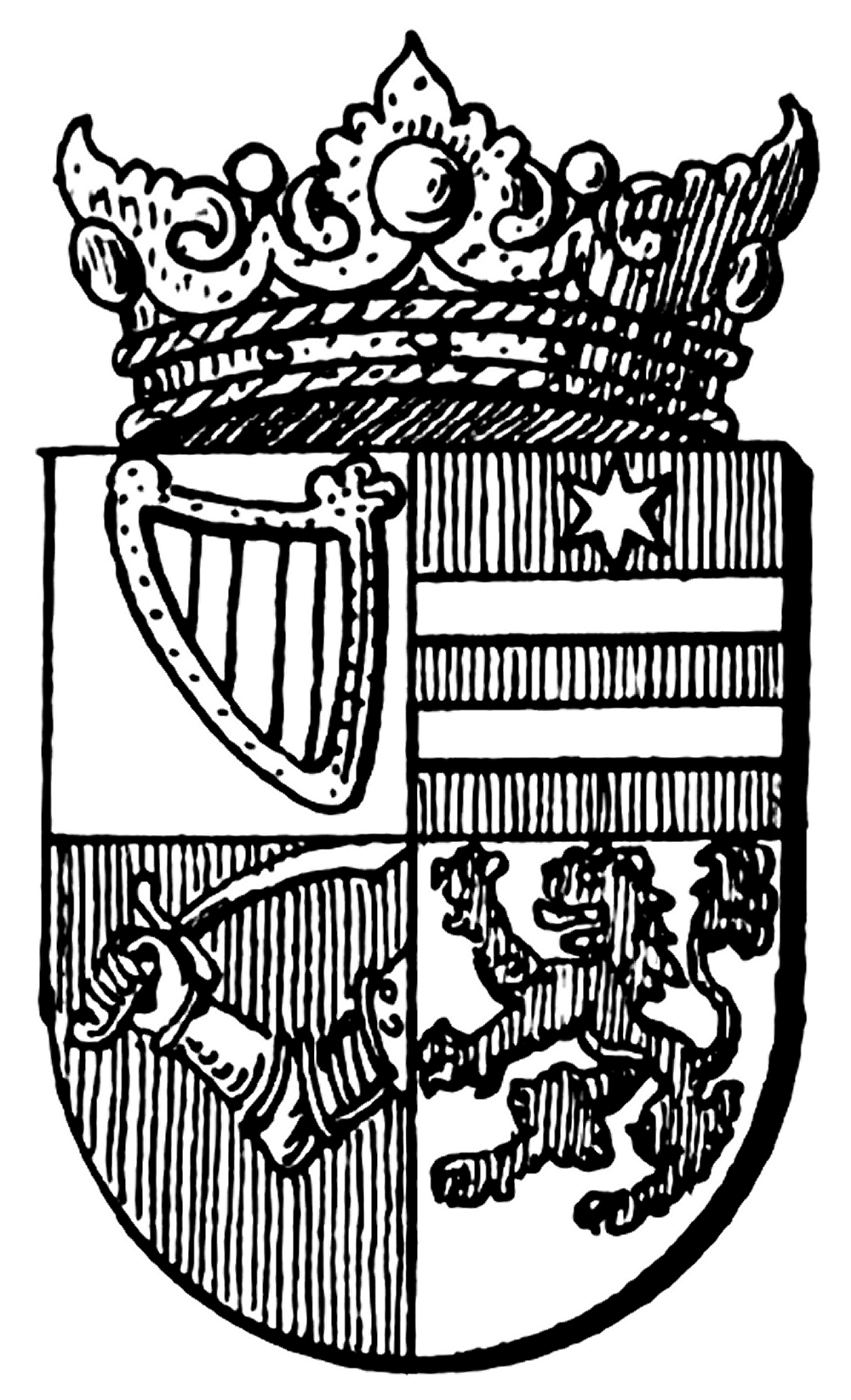
Ursprüngliches Wappen derer von Abercron

Abercron ist der Name eines dänischen und deutschen Adelsgeschlechts.

## Geschichte

Abercrombie-Wappen

Die Familie tritt im 18. Jahrhundert in Dänemark bzw. in den zum dänischen Gesamtstaat gehörenden Herzogtümern Schleswig und Holstein auf. Der Familienüberlieferung nach stammt sie von dem schottischen Geschlecht Abercromby/Abercrombie of Birkenbog aus Banffshire ab. Sir Alexander Abercromby wurde am 20. Februar 1636 zum 1st Baronet Abercromby, of Birkenbog erhoben. Aus dieser schottischen Familie stammten die Generale Ralph Abercromby und Robert Abercromby sowie deren Bruder Lord Alexander Abercromby.
Zahlreiche Familienmitglieder der von Abercrons dienten als Offiziere in der dänischen Armee, bis Carl Friedrich Jürgen Peter Abercron sich gemeinsam mit zweien seiner Söhne, den dänischen Kadetten Friedrich Julius Konrad (1830–1892) und Carl Leopold Marius Moritz (1833–1913), in der Schleswig-Holsteinischen Erhebung den Aufständischen anschloss.
Im 19. Jahrhundert war ein Teil der Familie in Mecklenburg bedienstet. Durch die Heirat des mecklenburg-schwerinschen Kammerrats Ernst Carl Christian Friedrich von Abercron (1826–1884) mit Louise Charlotte Johanne Caroline von Buchwaldt (1829–1898) und die Heirat von Carl Leopold Marius Moritz von Abercron mit Olga Sophie (von) Schröder (1838–1922), der Tochter von Johann Heinrich Schröder kam die Familie in die Lage, Güter in Holstein zu erwerben: 1861 Meischenstorf und 1879 Testorf mit umfangreichen Pertinenzien in der heutigen Gemeinde Wangels: Carlshof, Neu-Testorf, Katharinenthal, Hansühn, Kükelühn und Klein-Rolübbe (insgesamt 2244 Hektar). 1900 kam durch Kauf das Gut Ehlerstorf hinzu. Auch eine Villa mit Landbesitz in Groß Borstel war im Besitz der Familie.
Im 20. Jahrhundert kamen, wieder durch Heirat, Besitzungen im Rheinland an die Familie von Abercron: Infolge der Heirat von Olga Gräfin Beissel von Gymnich (1921–2009) zu Frens mit Lupold von Abercron kamen Schloss Frens und Burg Blens in den Besitz der Familie.
Durch Heirat von Ernst Carl Magnus von Abercron am 25. Oktober 1918 mit Gisela Gabriele Fleischer (geb. von Wedel) kam das Rittergut Breitenstein Neumark (heute: Bobrówko, Polen), welches aber mit Ende des Zweiten Weltkrieges aufgegeben werden musste, in den Besitz der Familie.

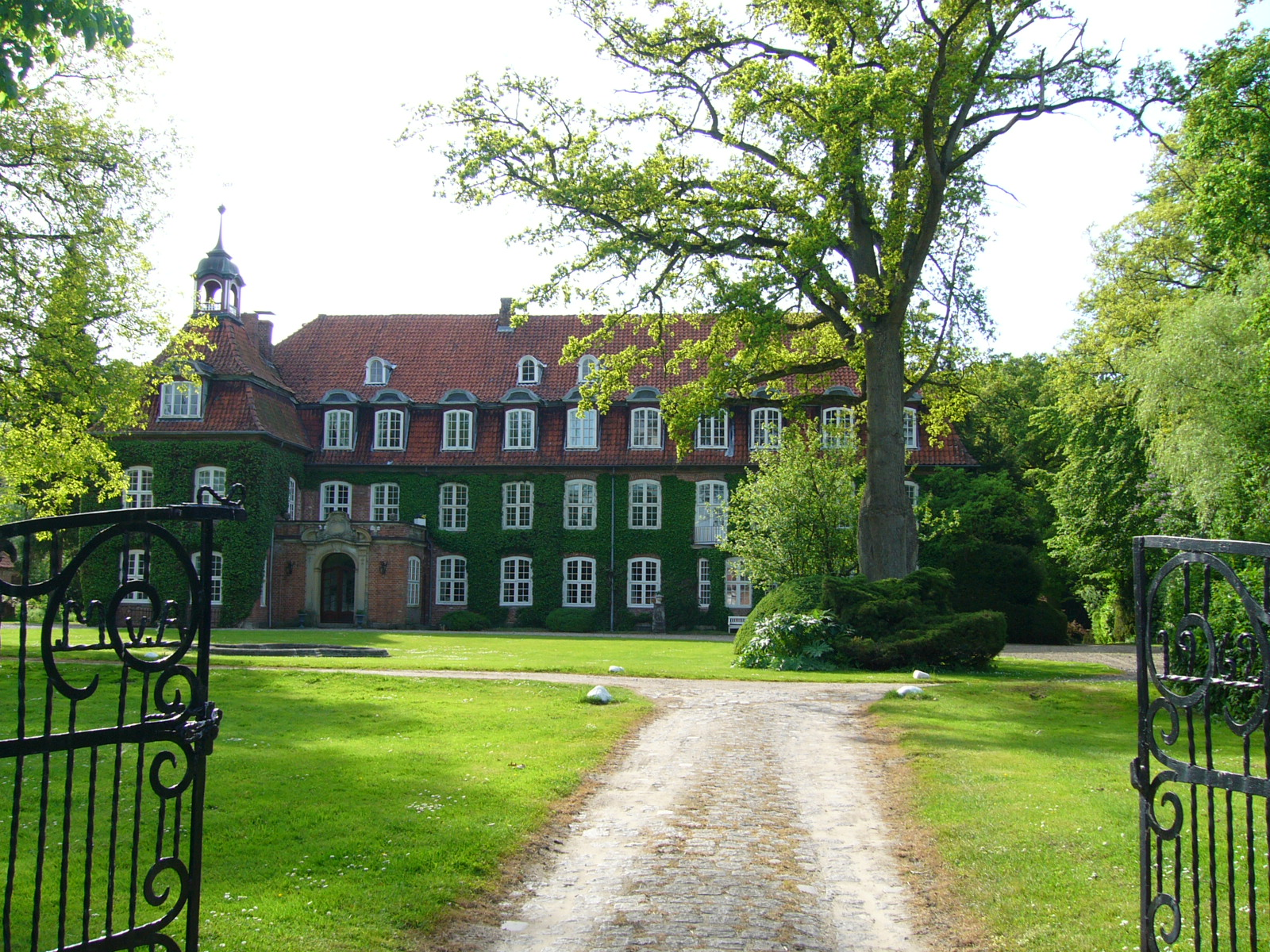
Gut Testorf, Ostholstein
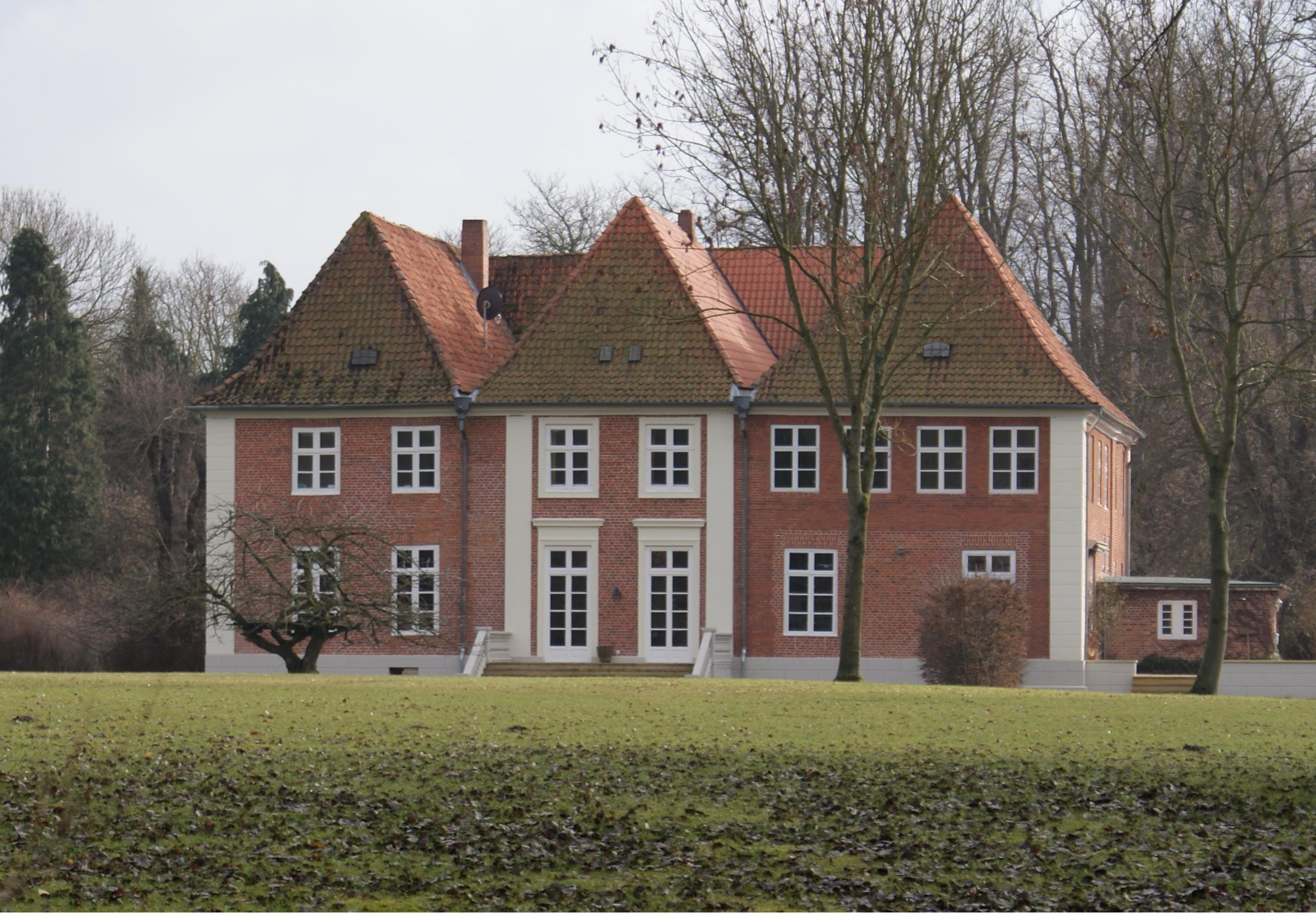
Gut Ehlerstorf, Ostholstein
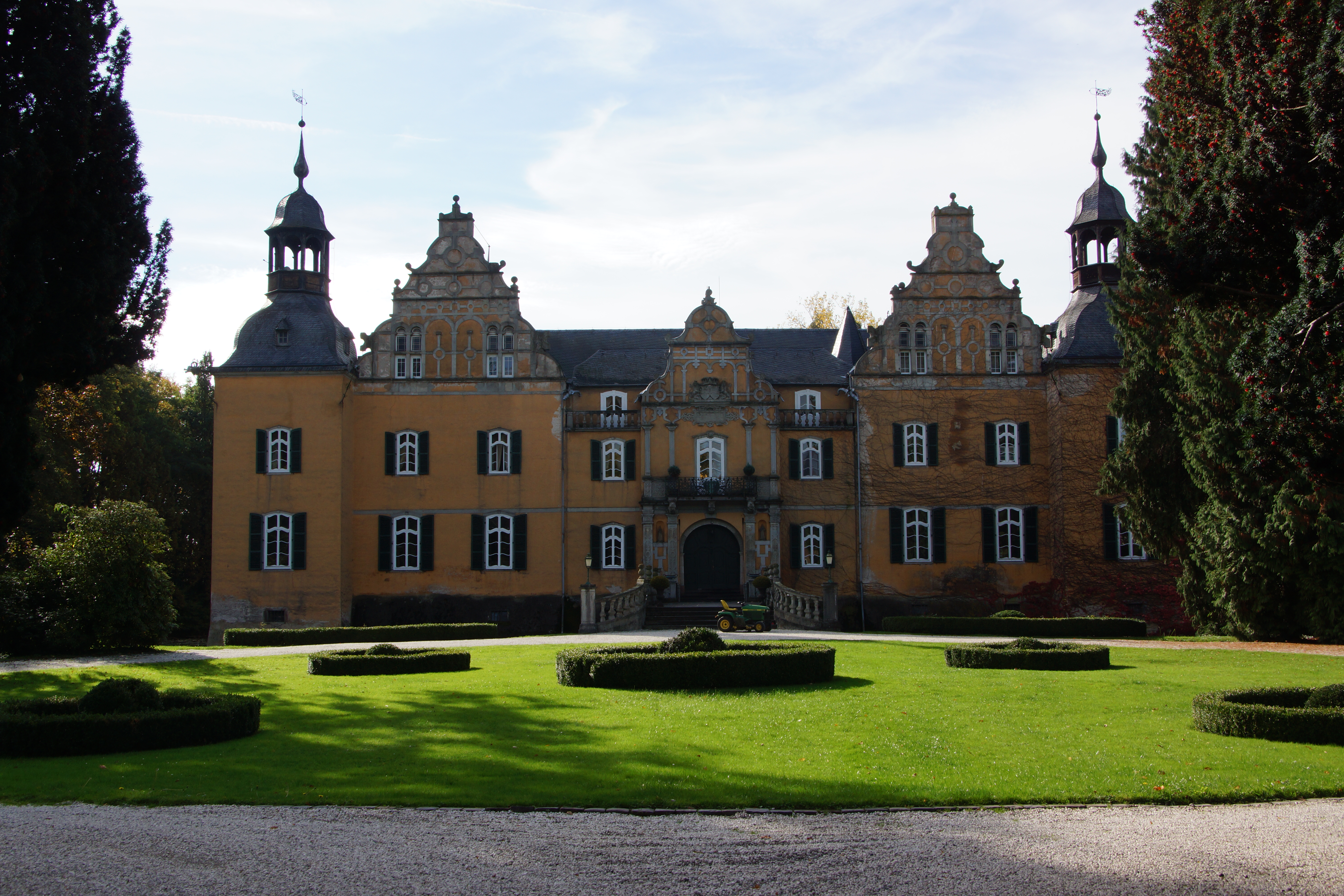
Schloss Frens, Rheinland
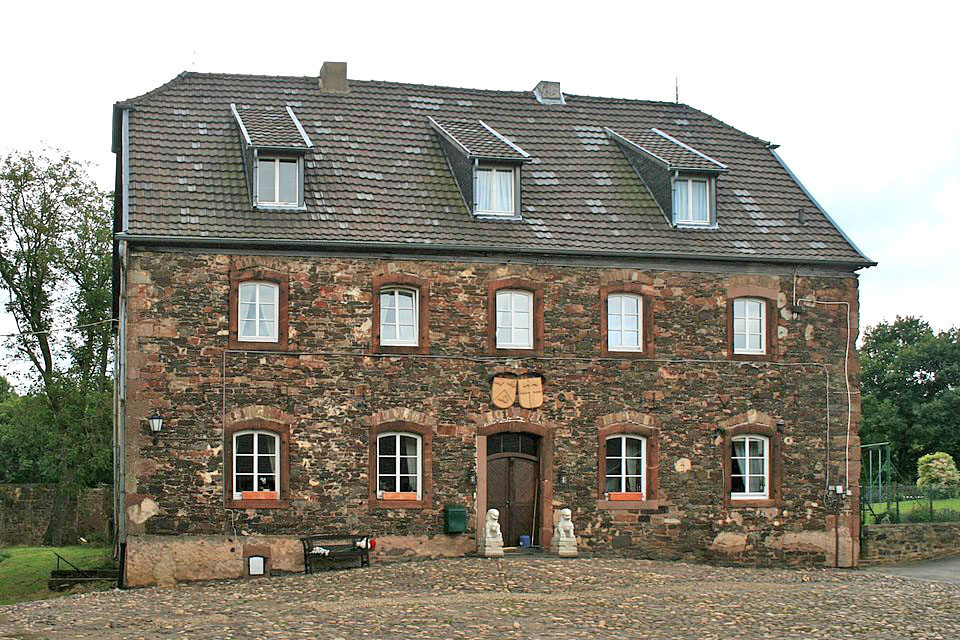
Burg Blens, Rheinland

## Wappen
- Das ursprüngliche Wappen ist quadriert und zeigt im ersten silbernen Feld eine goldene Harfe von vier Saiten, im zweiten in Rot zwei silberne Balken und über dem oberen einen silbernen Stern, im dritten in Rot einen gebeugten rechtsgekehrten blau geharnischten Arm, der einen silbernen Türkensäbel mit goldenem Griff hält, im vierten Feld in Silber einen roten Löwen. Über dem Schild eine offene Adelskrone.
- Seit 1911 führt das Geschlecht das leicht abgewandelte Wappen der Abercrombie: In Silber ein von 3 blauen Eberköpfen (2:1) begleiteter roter Balken (statt des Sparrens der schottischen Abercrombie). Auf dem Helm mit blau-rot-silbernen Decken ein aufsteigender, gold bewehrter natürlicher Falke. Das Wappen ziert unter anderem ein Eingangsportal der University of Edinburgh in Schottland.

## Namensträger (chronologisch)
- Christian Friedrich (von) Abercron (* 8. Mai 1748 (1749) in Glückstadt; † 26. Februar 1815 in Rendsburg), dänischer Offizier[2]
  - Carl Friedrich Jürgen Peter Abercron (* 20. Dezember 1796 in Rendsburg; † 26. Mai 1856 in Hamburg), dänischer, dann schleswig-holsteinischer Offizier[3]
- Karl von Abercron (1859–1944), Drost in Stavenhagen[4]
- Magnus Friedrich Lucian von Abercron (1861–1950), deutscher Generalmajor
- Hugo von Abercron (1869–1945), deutscher Offizier, Ballonfahrer und Autor
- Ernst Carl Magnus von Abercron (* 29.03.1889 in Grabow, Freistaat Mecklenburg-Schwerin; † 02.05.1945 bei Mahlow), preuß. Ober-Regierungsrat a. D.
- Gisela Gabriele von Abercron (* 02.12.1892 in Darmstadt) in 2. Ehe verheiratet mit Ernst Carl Magnus von Abercron (s. o.), Schwägerin des Grafen Wolf-Heinrich von Helldorff
- Wilko von Abercron (1920–1992), Galerist in München[5]
- Michael von Abercron (* 1952), schleswig-holsteinischer Landtags- und Bundestagsabgeordneter (CDU)